# 23992 Markhobbs
23992 Markhobbs là một tiểu hành tinh vành đai chính với chu kỳ quỹ đạo là 1287.0580663 ngày (3.52 năm).
Nó được phát hiện ngày 7 tháng 9 năm 1999.